# Cây bóng mát

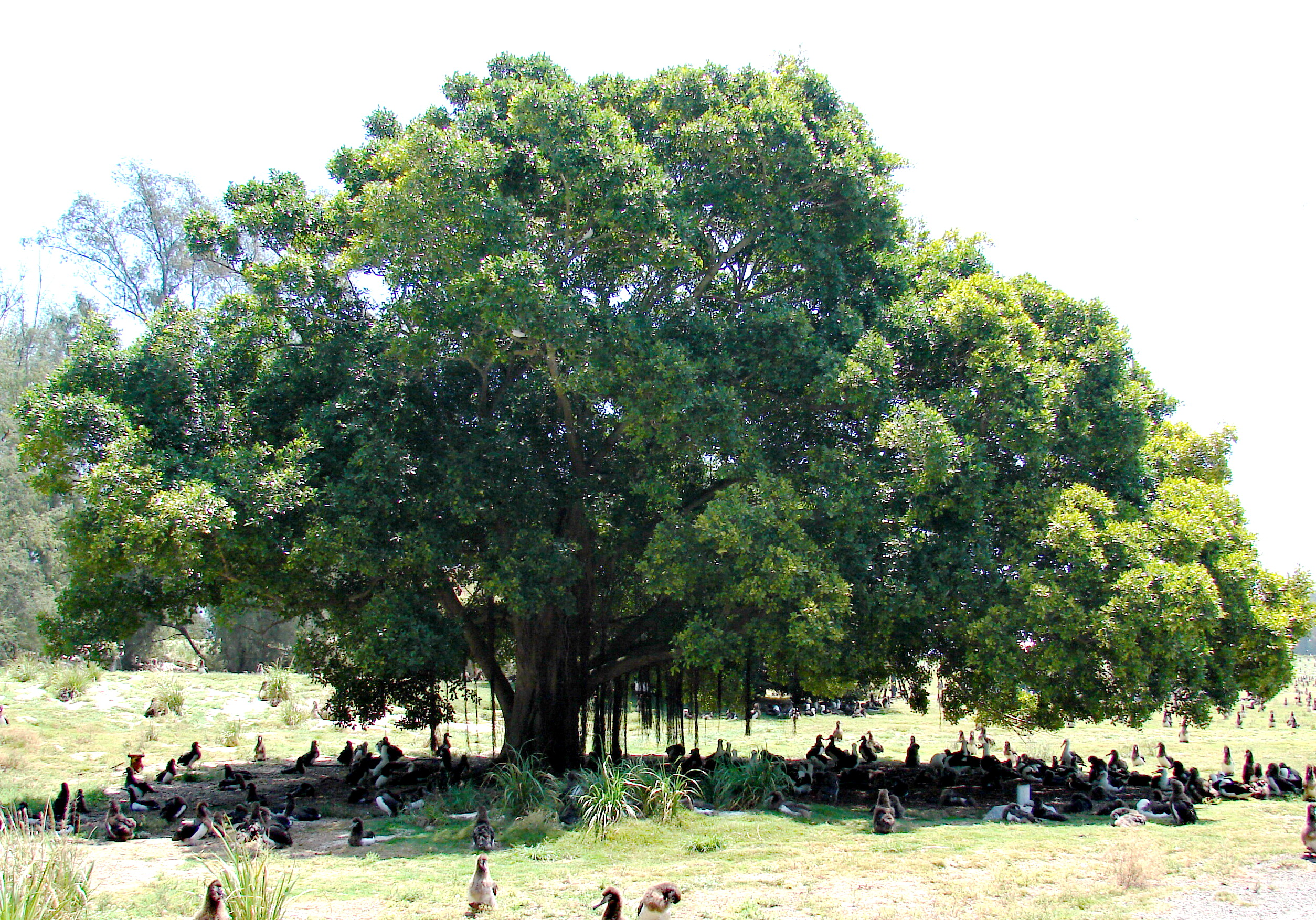
Một nhóm hải âu đang nghỉ ngơi dưới tán cây vả, một loại cây bóng mát phổ biến ở nhiều nơi trên thế giới.

Cây bóng mát là cây lớn có vai trò chính là cung cấp bóng râm trong môi trường xung quanh do sự lây lan của tán cây và đỉnh, nơi mà nó có thể cung cấp cho nơi trú ẩn từ ánh sáng mặt trời trong cái nóng của mùa hè cho những người tìm kiếm nhu cầu giải trí trong các khu đô thị và sân vườn, và do đó, cũng bảo vệ chúng ta khỏi các tia UV và cháy nắng có hại của mặt trời. Do đó, một số cây bóng mát có thể được trồng đặc biệt để tạo sự thoải mái cho người dân do nơi trú ẩn thuận tiện.
Hơn nữa, cây bóng mát cũng có hiệu quả trong việc giảm năng lượng sử dụng trong nhà làm mát.

## Cây bóng mát phổ biến
Một số cây bóng mát phổ biến nhất ở các nước ôn đới là cây sồi, cây tiêu huyền, cây liễu, cây cáng lò, cây cử, cây phong, cây tần bì, cây đoạn, và cây du. Ở các nước cận nhiệt đới như Úc và Ấn Độ, cây sung là lựa chọn phổ biến như cây bóng mát. Ở các nước nhiệt đới, những cây như cây tulip châu Phi và một số loài vông nem thường được trồng làm cây bóng mát.

### Loài
Những cây này thường được trồng và/hoặc được sử dụng làm cây bóng mát do kích thước tán rộng của chúng:

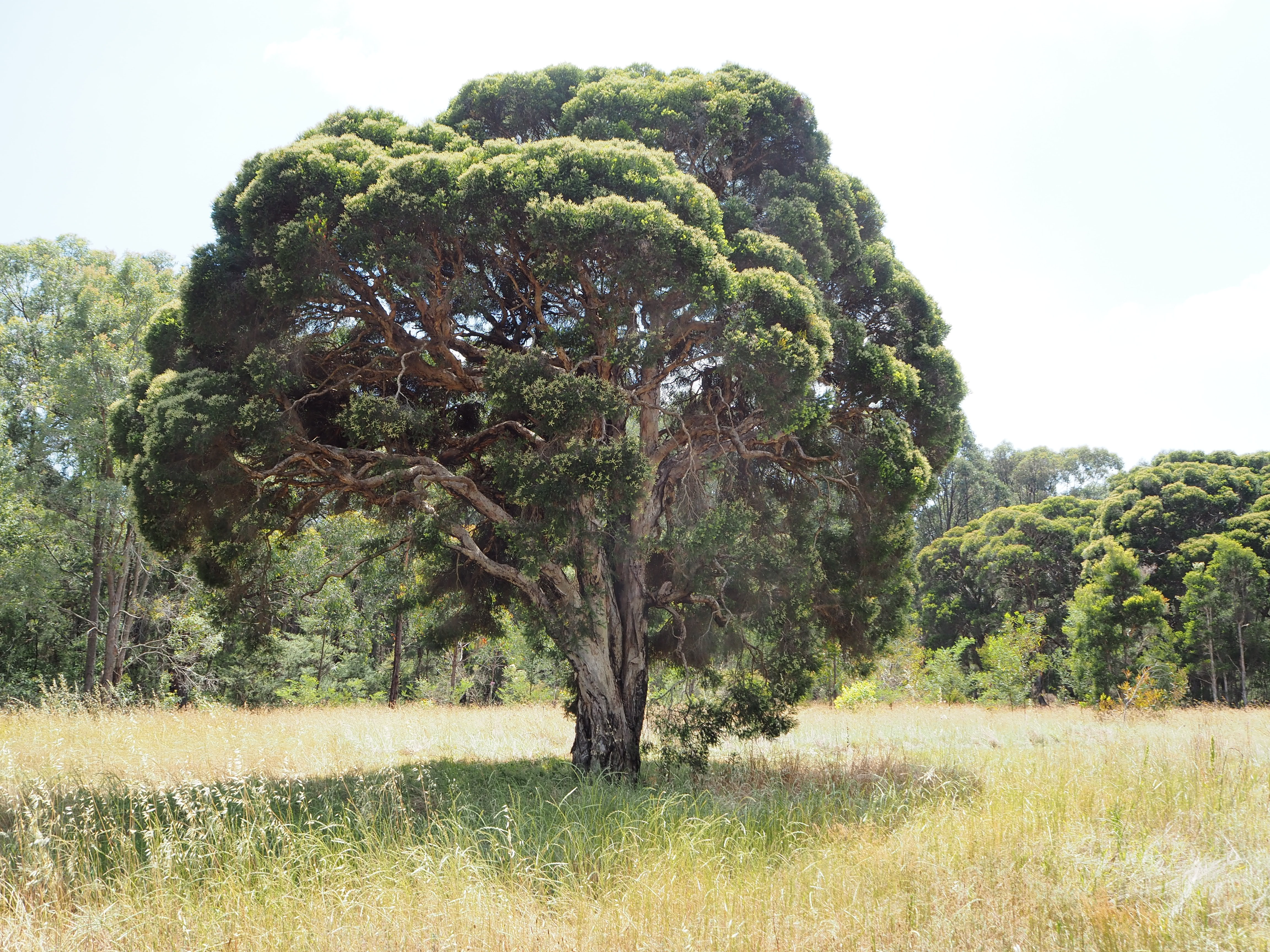
Cây tràm có tán lớn, cung cấp bóng mát đầy đủ.

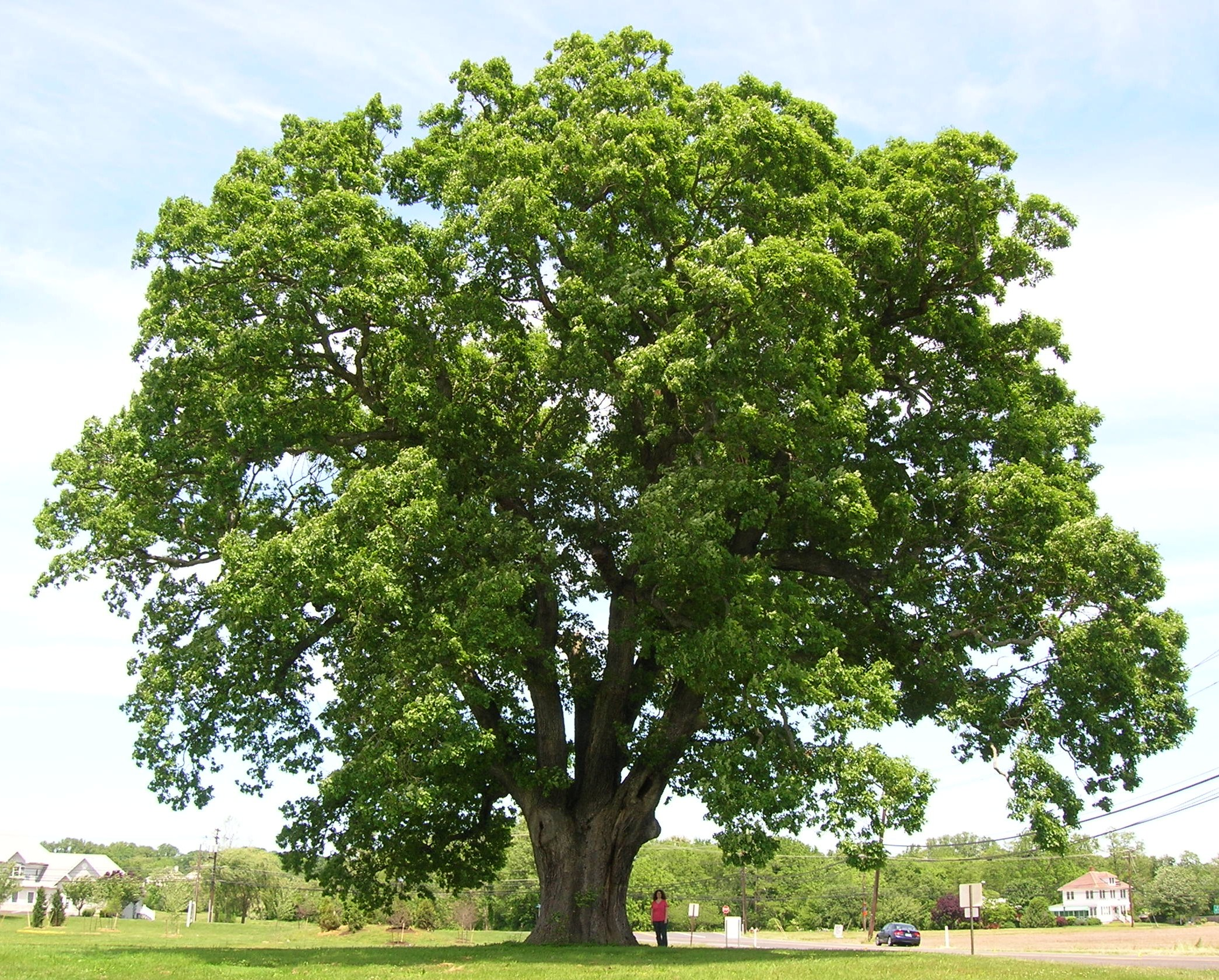
Sồi là cây bóng mát phổ biến.

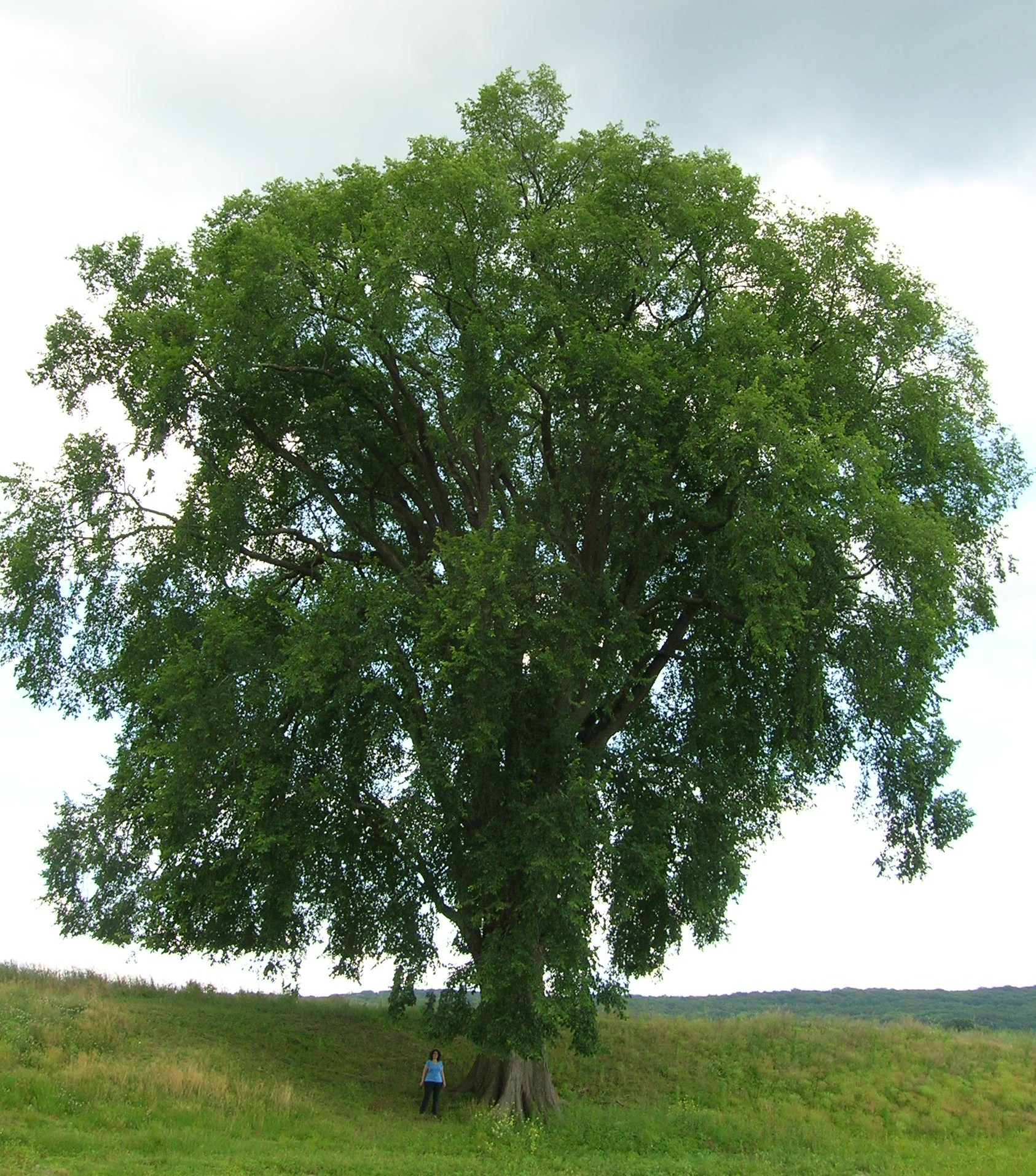
Cây du là cây bóng râm.

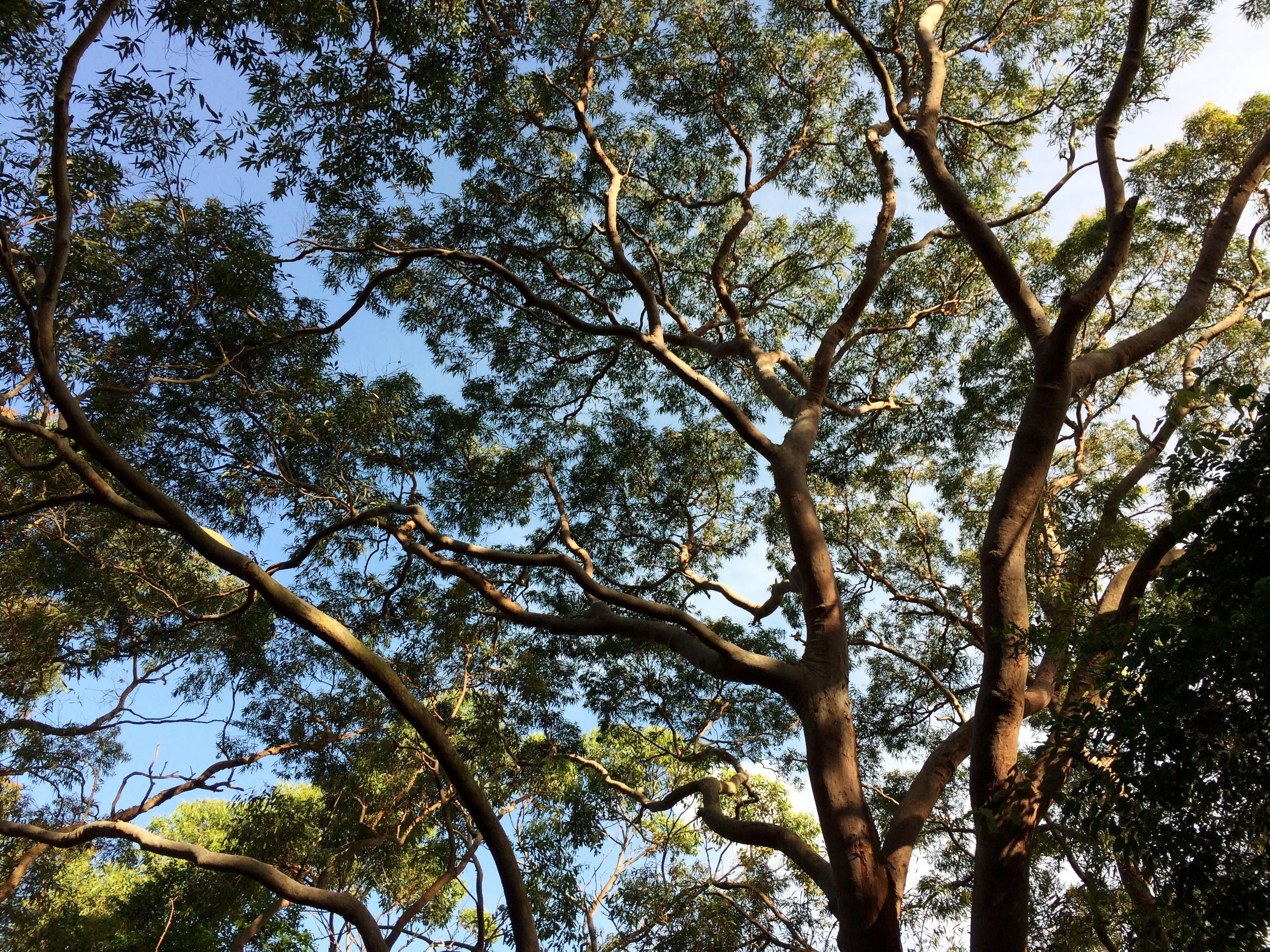
Thói quen xoắn của angophoras cung cấp bóng râm tốt.

- Tần bì Mỹ
- Cây du Mỹ
- Sung dâu Mỹ
- Sồi Áo
- Cọ Hộp
- Cây đa
- Cây óc chó đen
- Phượng tím
- Long não
- Dẻ
- Minh quyết
- Cây du
- Cây san hô ven biển
- Sồi châu âu
- Bồ kết ba gai
- Tần bì vàng
- Cây mưa vàng
- Sồi Holm
- Sao đen
- Gừa
- Dẻ Ấn Độ
- Cây du Nhật
- Tiêu huyền Luân Đôn
- Moreton bay fig
- Phong Na Uy
- Tiêu huyền phương đông
- Sồi Palestine
- Cây tiêu
- Port Jackson Fig
- Cây phong đỏ
- Phượng vĩ
- Táo vỏ
- Sồi đỏ
- Cây họè
- Đoạn lá bạc
- Sồi Shumard
- Vả nhỏ
- Sồi sống miền Nam
- Sồi Tây Ban Nha
- Sau sau
- Sung dâu vả
- Sung dâu phong
- Sau sau Sydney
- Tulipwood
- Melaleuca decora
- Yellow box

## Trồng cây
Có một vài yếu tố cần xem xét khi chọn cây bóng mát: rụng lá, che phủ, tuổi thọ và khả năng của rễ để tránh phá hủy nền móng. Cây bóng mát có thể tăng cường sự riêng tư của một khu vườn, sân trong hoặc sân sau, bằng cách cản trở tầm nhìn của người ngoài. Một bất lợi là ở vùng khí hậu mát mẻ, rất nhiều cây bóng mát có thể dẫn đến môi trường ẩm ướt trong bất kỳ tòa nhà hoặc khu vườn gần đó. Cây bóng mát không được trồng gần ống khói vì tia lửa bay có thể đốt cháy cành cây có thể gây ra đám cháy mở rộng nhanh chóng.
Trồng cây bóng mát xung quanh nhà cũng có thể làm giảm năng lượng mà chủ nhà sử dụng trong những tháng mùa hè. Trồng cây bóng mát ở những vị trí gần máy điều hòa không khí trong nhà có thể giữ cho máy điều hòa không khí mát hơn, giúp nó chạy hiệu quả hơn, do đó sử dụng ít năng lượng hơn.